# ЛГБТ+ друштвени покрети
ЛГБТ+ друштвени покрети су друштвени покрети који заговарају уједначено прихватање ЛГБТ+ особа у друштву. Друштвени покрети се могу фокусирати на једнака права, као што је покрет за равноправност брака из 2000. године, или се могу усредсредити на ослобођење, као у покрету за ослобођење геј особа шездесетих и седамдесетих година. Ранији покрети су се фокусирали на самопомоћ и самоприхватање, као што је хомофилни покрет педесетих година. Иако не постоји примарна или свеобухватна централна организација која представља све ЛГБТ+ особе и њихове интересе, бројне ЛГБТ+ организације су активне широм света. Најраније организације које подржавају ЛГБТ+ права формиране су у 19. веку.
Један од најчешћих циљева ових покрета је друштвена једнакост за ЛГБТ+ особе, међутим још увек постоји ускраћивање пуних ЛГБТ+ права. Неки су се додатно фокусирали на изградњу ЛГБТ+ заједница или су радили на ослобађању ширег друштва од бифобије, хомофобије и трансфобије. Данас се ЛГБТ+ покрети састоје од широког спектра политичког активизма и културних активности, укључујући лобирање, уличне маршеве, друштвене групе, медије, уметност и истраживање.